# 桜花ノ理
「桜花ノ理」（おうかのことわり）は、日本のバンド陰陽座のデビューシングルである。2000年8月19日発売。発売元は魍魎の匣。

## 概要
- 唯一のインディーズシングルである。
- 京極夏彦の小説『絡新婦の理』をモチーフに作られた曲。歌にある黒猫、瞬火の台詞も、同作の登場人物の台詞からとられている。尚、黒猫の台詞はシングル版のみに収録されている。
- 3曲目の「窮奇」は、初回限定盤にのみ収録されている。

## 収録曲
1. 桜花ノ理（おうかのことわり）
作詞・作曲：瞬火、編曲：陰陽座
2. 蟒蛇万歳（うわばみばんざい）
作詞：瞬火、作曲：瞬火・招鬼、編曲：陰陽座
3. 窮奇（かまいたち）
作詞・作曲：瞬火、編曲：陰陽座

## 収録アルバム
- オリジナルアルバム『百鬼繚乱』（2000年12月24日）※アルバム・バージョン
- ベストアルバム『陰陽珠玉』（2006年2月8日）